# Mähe
Mähe is een subdistrict of wijk (Estisch: asum) binnen het stadsdistrict Pirita in Tallinn, de hoofdstad van Estland. De wijk telde 6.757 inwoners op 1 januari 2020.

## Geografie
De wijk grenst vanaf het noorden met de wijzers van de klok mee aan het dorp Pärnamäe in de gemeente Viimsi (dat doorgaans Pärnamäe küla genoemd wordt ter onderscheid met de begraafplaats Pärnamäe in Tallinn; küla betekent dorp) en de wijken Lepiku, Kloostrimetsa, Pirita en Merivälja.

## Geschiedenis
De naam is waarschijnlijk afgeleid van een boerderij met de naam Mehe die vroeger in de wijk lag en toebehoorde aan een vrije boer in plaats van een grootgrondbezitter. De naam Mehe wordt genoemd in een document uit 1625. Rond 1920 lagen er elf boerderijen in het gebied en woonden er 59 mensen.
Het grootste deel van Mähe kwam in 1945 bij Tallinn; alleen het stukje ten noordoosten van de weg Pärnamäe tee werd pas in 1958 bij Tallinn gevoegd.
Net als in de buurwijk Lepiku, begon men medio jaren vijftig in Mähe huizen te bouwen. Beide wijken kregen de opzet van een tuindorp: vrijstaande laagbouwwoningen met veel groen ertussen. Dat karakter heeft Mähe sindsdien behouden, al zijn er de laatste jaren veel huizen bijgebouwd, ten koste van het groen. De meeste bewoners behoren tot de gegoede middenklasse.
In de wijk ligt het Ecoland Hotel.

## Vervoer
De wijk kent drie grote doorgaande wegen:
- de Merivälja tee, die van noord naar zuid loopt en de grens vormt met de wijken Pirita en Merivälja;
- de Randvere tee, die van het zuidwesten naar het noordoosten loopt en voor een klein deel de grens met de wijk Kloostrimetsa vormt;
- de Pärnamäe tee, die van noord naar zuid loopt.

Langs de grens tussen Mähe en de gemeente Viimsi loopt een goederenspoorlijn.
Enkele buslijnen vanuit Merivälja en Viimsi komen door Mähe.

## Foto's

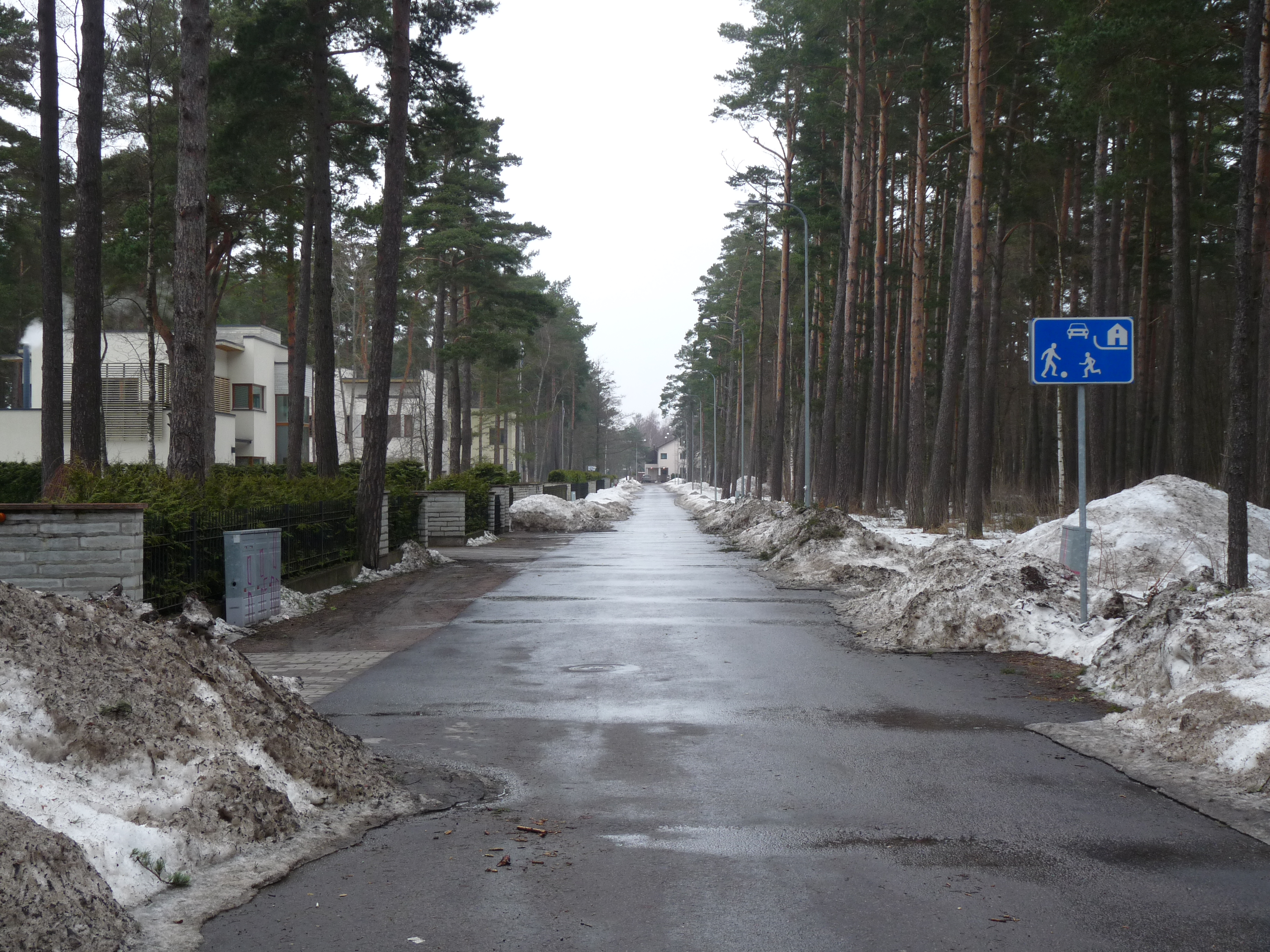
De Kuusenõmme tee
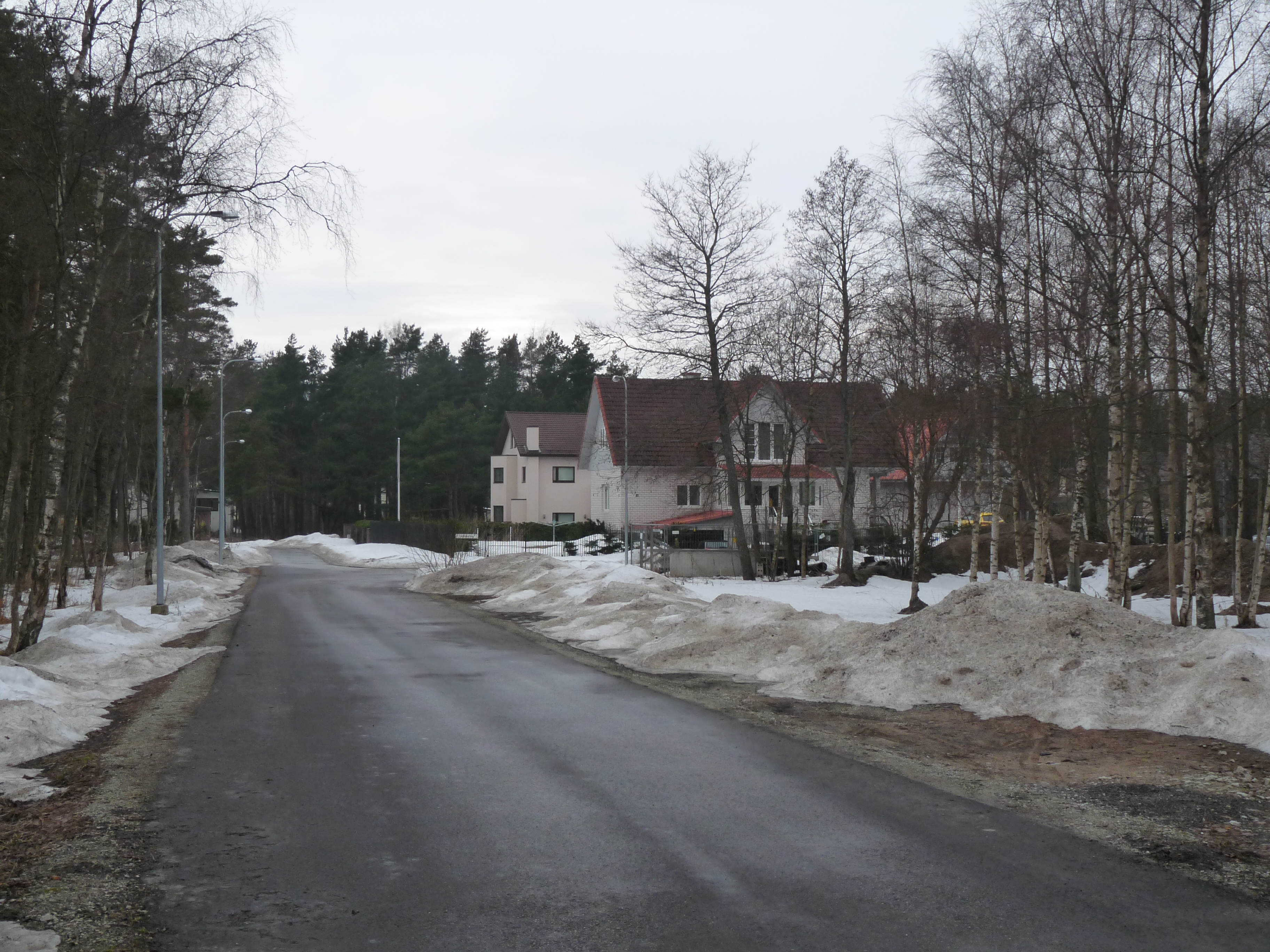
De Ussilaka tee
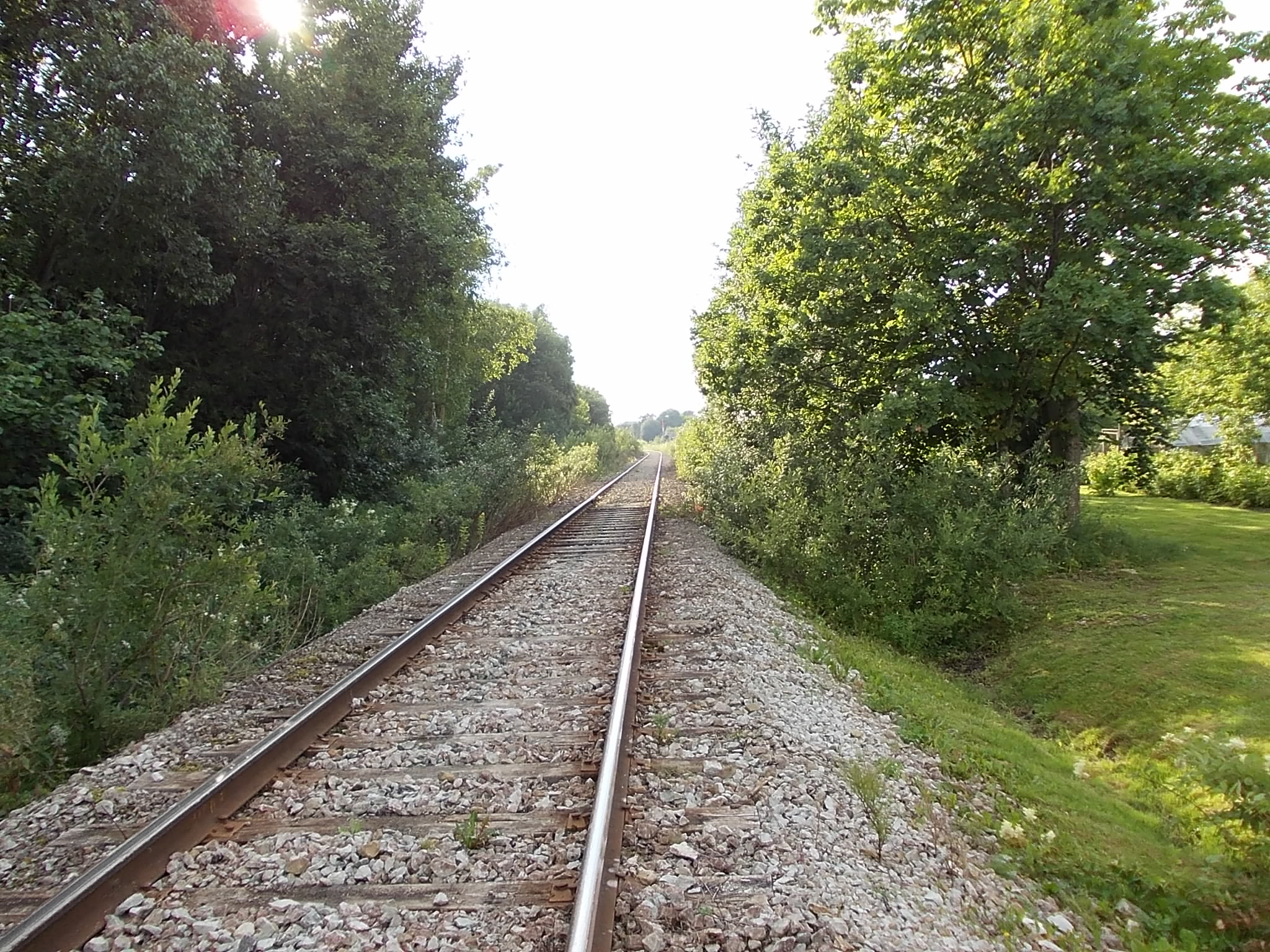
De goederenspoorlijn op de grens van Viimsi en Tallinn